# Canarium paniculatum
Canarium paniculatum là một loài thực vật có hoa trong họ Burseraceae. Loài này được (Lam.) Benth. ex Engl. mô tả khoa học đầu tiên năm 1883.